# 1918 год в авиации
Список событий в авиации в 1918 году.

## События
- 1 апреля — состоялся первый в мире регулярный пассажирский авиарейс. Выполнен Австрийской авиакомпанией «Австрийские авиалинии» по маршруту Вена-Краков-Львов-Киев.
- 13 ноября — день рождения Рязанского высшего воздушно-десантного командного училища. В этот день в Рязани были сформированы Рязанские пехотные курсы, на базе которых было образовано училище.
- 1 декабря — образован Центральный аэрогидродинамический институт (ФГУП ЦАГИ) им. профессора Н. Е. Жуковского.

### Без точных дат
- Декабрь — первый полёт истребителя SEA IV.
- Основана французская авиакомпания Аэропосталь.

## Персоны

### Родились
- 9 февраля — Речкалов, Григорий Андреевич, дважды Герой Советского Союза, лётчик-истребитель, генерал-лейтенант.
- 26 февраля — Гулаев, Николай Дмитриевич, лётчик-истребитель, дважды Герой Советского Союза, третий из советских асов по числу сбитых самолётов в годы Великой Отечественной войны, генерал-полковник авиации.
- 18 сентября — Талалихин, Виктор Васильевич, военный лётчик, заместитель командира эскадрильи 177-го истребительного авиационного полка 6-го истребительного авиационного корпуса ПВО, младший лейтенант, Герой Советского Союза. Сбил 6 самолётов, одним из первых применил ночной таран.

### Скончались
- 21 апреля — Манфред фон Рихтгофен, германский лётчик-истребитель, ставший лучшим асом Первой мировой войны с 80 сбитыми самолётами противника. Он широко известен по прозвищу «Красный барон», которое он получил после того, как ему пришла мысль покрасить в ярко-красный цвет фюзеляж своего самолёта Albatros D.V., затем Fokker Dr.I., и благодаря своей принадлежности к немецкому баронскому дворянскому сословию фрайхерр. До сих пор считается многими «асом из асов». Был убит выстрелом с земли.
- 5 октября — Гаррос, Ролан, французский лётчик времён Первой мировой войны. Был сбит во время воздушного боя.
- 17 ноября — Алехнович, Глеб Васильевич, русский лётчик. Погиб при крушении на «Илье Муромце» при невыясненных обстоятельствах.